# Hermann Schulze-Delitzsch
Pour les articles homonymes, voir Schulze.
Hermann Schulze-Delitzsch, également appelé Franz Hermann Schulze, né le 29 août 1808 à Delitzsch en royaume de Saxe et mort le 29 avril 1883 à Potsdam, est un juriste allemand. Avec Friedrich Raiffeisen, il est le promoteur du Crédit populaire en Allemagne au XIXe siècle.
Les caisses Schulze-Delitzsch sont l'équivalent urbain des caisses Raiffeisen. Le développement ultérieur des banques populaires en France et en Italie est directement inspiré par les initiatives de Schulze.[réf. nécessaire]